# Пік (Південна Кароліна)
Пік (англ. Peak) — місто (англ. town) в США, в окрузі Ньюбері штату Південна Кароліна. Населення — 51 особа (2020).

## Географія
Пік розташований за координатами 34°14′20″ пн. ш. 81°19′42″ зх. д. / 34.23889° пн. ш. 81.32833° зх. д. (34.238760, -81.328235).  За даними Бюро перепису населення США в 2010 році місто мало площу 1,01 км², з яких 1,01 км² — суходіл та 0,00 км² — водойми.

## Демографія
Згідно з переписом 2010 року, у місті мешкали 64 особи в 29 домогосподарствах у складі 21 родини. Густота населення становила 63 особи/км².  Було 37 помешкань (37/км²).
Расовий склад населення:
| - 70,3 % — білих - 28,1 % — чорних або афроамериканців |

До двох чи більше рас належало 1,6 %. Частка іспаномовних становила 0,0 % від усіх жителів.
За віковим діапазоном населення розподілялося таким чином: 18,7 % — особи молодші 18 років, 59,4 % — особи у віці 18—64 років, 21,9 % — особи у віці 65 років та старші. Медіана віку мешканця становила 45,5 року. На 100 осіб жіночої статі у місті припадало 64,1 чоловіків;  на 100 жінок у віці від 18 років та старших — 79,3 чоловіків також старших 18 років.
За межею бідності перебувало 45,1 % осіб, у тому числі 50,0 % дітей у віці до 18 років та 10,0 % осіб у віці 65 років та старших.
Цивільне працевлаштоване населення становило 25 осіб. Основні галузі зайнятості: освіта, охорона здоров'я та соціальна допомога — 56,0 %, транспорт — 8,0 %, роздрібна торгівля — 8,0 %.